# John Webster
John Webster (Londres, c. 1580 - Londres, c. 1633) fou un dramaturg anglès de l'època jacobina.
L'erudició clàssica dels seus texts confirma que es formà sòlidament. Cap als volts del 1600 va entrar al grup de dramaturgs que subministraven obres a la companyia de Philip Henslowe i va col·laborar amb Thomas Dekker, John Heywood i William Rowley en algunes obres dramàtiques. Va completar la comèdia El descontentament (1604) de John Marston. Les seves tragèdies, inspirades en novelle i narracions italianes, tot i la sanguinària brutalitat d'algunes escenes, penetren en la psicologia dels personatges i tenen sobretot un estil molt ric i suggerent. Webster va saber desenvolupar passions i intrigues fins al punt que guanyà una gran reputació entre el públic, popularitat que perdura encara en l'actualitat, ja que les seves tragèdies segueixen representant-se. Se'l considera, juntament amb Christopher Marlowe, William Shakespeare i Ben Jonson, un dels dramaturgs clàssics anglesos. Les seves obres presenten el costat més fosc de la humanitat i prefiguren la literatura gòtica anglesa del xviii.
Es conserven dos dels seus drames: El dimoni blanc (publicada el 1612 i estrenada el 1608), sobre la passió del duc de Bracciano per Vittoria Accoramboni, i La duquessa de Malfi (publicada el 1623 i estrenada abans del 1614), sobre les persecucions de la duquessa per haver-se casat amb Antonio, el seu majordom.